# Ново Село (Прокупље)
Ново Село је насељено место града Прокупља у Топличком округу. Према попису из 2022. године било је 344 становника а  2002. било је 362 становника (према попису из 1991. било је 294 становника). Процена је да 2023. године насеље има 431 становиника.
Насеље је удаљено 25,3 километара од Прокупља на магистралном путу Прокупље - Куршумлија.

## Демографија
У насељу Ново Село живи 284 пунолетна становника, а просечна старост становништва износи 37,9 година (36,8 код мушкараца и 39,1 код жена). У насељу има 98 домаћинстава, а просечан број чланова по домаћинству је 3,69.
Ово насеље је великим делом насељено Србима (према попису из 2002. године), а у последња три пописа, примећен је пораст у броју становника.
|  |

| Демографија | Демографија | Демографија |
| Година      | Становника  | Становника  |
| ----------- | ----------- | ----------- |
| 1948.       | 197         |             |
| 1953.       | 226         |             |
| 1961.       | 212         |             |
| 1971.       | 232         |             |
| 1981.       | 235         |             |
| 1991.       | 294         | 289         |
| 2002.       | 362         | 364         |

| Етнички састав према попису из 2002.‍ | Етнички састав према попису из 2002.‍ | Етнички састав према попису из 2002.‍ | Етнички састав према попису из 2002.‍ | Етнички састав према попису из 2002.‍ |
| ------------------------------------ | ------------------------------------ | ------------------------------------ | ------------------------------------ | ------------------------------------ |
|                                      |                                      |                                      |                                      |                                      |
| Срби                                 | Срби                                 |                                      | 360                                  | 99,44%                               |
| Македонци                            | Македонци                            |                                      | 1                                    | 0,27%                                |
| непознато                            | непознато                            |                                      | 0                                    | 0,0%                                 |

| Година пописа     | 1948. | 1953. | 1961. | 1971. | 1981. | 1991. | 2002. |
| ----------------- | ----- | ----- | ----- | ----- | ----- | ----- | ----- |
| Број домаћинстава | 27    | 32    | 42    | 54    | 58    | 70    | 98    |

| Број чланова      | 1  | 2  | 3  | 4  | 5 | 6  | 7 | 8 | 9 | 10 и више | Просек |
| ----------------- | -- | -- | -- | -- | - | -- | - | - | - | --------- | ------ |
| Број домаћинстава | 10 | 19 | 14 | 27 | 9 | 14 | 5 | 0 | 0 | 0         | 3,69   |

| Пол    | Укупно | Неожењен/Неудата | Ожењен/Удата | Удовац/Удовица | Разведен/Разведена | Непознато |
| ------ | ------ | ---------------- | ------------ | -------------- | ------------------ | --------- |
| Мушки  | 154    | 43               | 103          | 8              | 0                  | 0         |
| Женски | 148    | 25               | 105          | 12             | 5                  | 1         |
| УКУПНО | 302    | 68               | 208          | 20             | 5                  | 1         |

| Пол    | Укупно                    | Пољопривреда, лов и шумарство | Рибарство                            | Вађење руде и камена | Прерађивачка индустрија       |
| ------ | ------------------------- | ----------------------------- | ------------------------------------ | -------------------- | ----------------------------- |
| Мушки  | 66                        | 11                            | 0                                    | 0                    | 19                            |
| Женски | 48                        | 7                             | 0                                    | 0                    | 12                            |
| УКУПНО | 114                       | 18                            | 0                                    | 0                    | 31                            |
| Пол    | Производња и снабдевање   | Грађевинарство                | Трговина                             | Хотели и ресторани   | Саобраћај, складиштење и везе |
| Мушки  | 0                         | 3                             | 6                                    | 0                    | 7                             |
| Женски | 0                         | 0                             | 2                                    | 0                    | 3                             |
| УКУПНО | 0                         | 3                             | 8                                    | 0                    | 10                            |
| Пол    | Финансијско посредовање   | Некретнине                    | Државна управа и одбрана             | Образовање           | Здравствени и социјални рад   |
| Мушки  | 1                         | 0                             | 8                                    | 4                    | 4                             |
| Женски | 1                         | 0                             | 0                                    | 6                    | 12                            |
| УКУПНО | 2                         | 0                             | 8                                    | 10                   | 16                            |
| Пол    | Остале услужне активности | Приватна домаћинства          | Екстериторијалне организације и тела | Непознато            | Непознато                     |
| Мушки  | 0                         | 0                             | 0                                    | 3                    | 3                             |
| Женски | 0                         | 0                             | 0                                    | 5                    | 5                             |
| УКУПНО | 0                         | 0                             | 0                                    | 8                    | 8                             |